# 中溝町
中溝町（なかみぞちょう）は静岡県島田市の町名。

## 地理
島田市の中部、島田地区の中西部に位置する。東で中央町及び中溝四丁目、西で三ッ合町及び向谷元町、南で大井町・宮川町・若松町、北で旗指と接する。

### 河川
- 伊太谷川

## 歴史
東海道五十三次の23番目の宿場町である島田宿のあった島田地区（旧島田町）では、通称地名が使用されていたものの正式ではなかったため、島田市○○○○番地と表記するようになっていた。それでは不都合が生じたことから、住居表示や町の新設事業、土地区画整理事業を行ってきた。

### 沿革
- 1889年（明治22年）4月1日 - 町村制の施行により、志太郡島田宿が単独で志太郡島田町となる[WEB 6]。
- 1948年（昭和23年）1月1日 – 島田町が市制施行し、島田市となる。
- 2003年（平成15年）2月10日 - 町の新設事業の実施に伴い、字なしの一部から中溝町が新設される [WEB 7]。

## 施設
- 島田市立島田第二小学校
- 静岡ろうきん島田支店
- 静岡新聞社島田支局
- 中電輸送サービス 静岡営業所（中部電力グループ傘下）
- エブリィビッグデー島田店
- セブン-イレブン島田中溝町店
- ローソン島田中溝店
- 中溝団地公園
- 追松稲荷神社

## 交通

### バス
- 島田市コミュニティバス
  - 相賀線：（島田駅 方面 - ）中溝町西 - 中溝町東（ - 上相賀 方面）
  - 田代の郷温泉線：（島田駅 方面 - ）中溝町西 - 中溝町東（ - 伊太和里の湯 方面）

### 道路
- 静岡県道64号島田川根線（はなみずき通り）
- 静岡県道381号島田岡部線

## その他

### 学区
小学校・中学校の学区は以下の通りである。
| 番・番地等 | 小学校                 | 中学校                 |
| ---------- | ---------------------- | ---------------------- |
| 全域       | 島田市立島田第二小学校 | 島田市立島田第一中学校 |

### 警察
警察の管轄区域は以下の通りである。
| 番・番地等 | 警察署     | 交番・駐在所 |
| ---------- | ---------- | ------------ |
| 全域       | 島田警察署 | 稲荷交番     |

### WEB
1. ↑  “h02_22.csv”.   総務省 (2022年2月10日). 2025年7月21日閲覧。
2. ↑  “静岡県島田市中溝町 (222093400)”.   人文学オープンデータ共同利用センター. 2025年7月21日閲覧。
3. ↑  “静岡県 > 島田市の郵便番号一覧 - 日本郵便株式会社”.   日本郵便. 2025年7月21日閲覧。
4. ↑  “市外局番の一覧”.   総務省 (2022年3月1日). 2025年7月21日閲覧。
5. ↑  “事業所案内及び管轄地域（事務所3件、分室3件）”.   一般社団法人静岡県自動車会議所. 2025年7月21日閲覧。
6. ↑  “historyofcities.pdf”.   静岡県総務部合併推進室・財団法人静岡県市町村振興協会. 2025年7月21日閲覧。
7. ↑  “R040327jyushokyusin.pdf”.   島田市 (2022年3月22日). 2025年7月21日閲覧。
8. ↑  “学区一覧 - 島田市公式ホームページ”.   島田市 (2024年4月1日). 2025年7月21日閲覧。
9. ↑  “稲荷交番｜静岡県警察”.   静岡県警察 (2023年7月18日). 2025年7月21日閲覧。